# NEXO SA
 (septembre 2023).
 (septembre 2023).
Il peut être nécessaire de l'améliorer pour respecter le principe de neutralité de point de vue. Veuillez consulter la page de discussion pour plus de détails.

 (septembre 2023).
La mise en forme du texte ne suit pas les recommandations de Wikipédia : il faut le « wikifier ».
Les points d'amélioration suivants sont les cas les plus fréquents. Le détail des points à revoir est peut-être précisé sur la page de discussion.
- Les titres sont pré-formatés par le logiciel. Ils ne sont ni en capitales, ni en gras.
- Le texte ne doit pas être écrit en capitales (les noms de famille non plus), ni en gras, ni en italique, ni en « petit »…
- Le gras n'est utilisé que pour surligner le titre de l'article dans l'introduction, une seule fois.
- L'italique est rarement utilisé : mots en langue étrangère, titres d'œuvres, noms de bateaux, etc.
- Les citations ne sont pas en italique mais en corps de texte normal. Elles sont entourées par des guillemets français : « et ».
- Les listes à puces sont à éviter, des paragraphes rédigés étant largement préférés. Les tableaux sont à réserver à la présentation de données structurées (résultats, etc.).
- Les appels de note de bas de page (petits chiffres en exposant, introduits par l'outil «  Source ») sont à placer entre la fin de phrase et le point final[comme ça].
- Les liens internes (vers d'autres articles de Wikipédia) sont à choisir avec parcimonie. Créez des liens vers des articles approfondissant le sujet. Les termes génériques sans rapport avec le sujet sont à éviter, ainsi que les répétitions de liens vers un même terme.
- Les liens externes sont à placer uniquement dans une section « Liens externes », à la fin de l'article. Ces liens sont à choisir avec parcimonie suivant les règles définies. Si un lien sert de source à l'article, son insertion dans le texte est à faire par les notes de bas de page.
- La présentation des références doit suivre les conventions bibliographiques. Il est recommandé d'utiliser les modèles {{Ouvrage}}, {{Chapitre}}, {{Article}}, {{Lien web}} et/ou {{Bibliographie}}. Le mode d'édition visuel peut mettre en forme automatiquement les références.
- Insérer une infobox (cadre d'informations à droite) n'est pas obligatoire pour parachever la mise en page.

Pour une aide détaillée, merci de consulter Aide:Wikification.
Si vous pensez que ces points ont été résolus, vous pouvez retirer ce bandeau et améliorer la mise en forme d'un autre article.
 (septembre 2023).
NEXO conçoit et fabrique depuis 1979 des systèmes d'enceintes professionnelles permettant d'équiper des lieux tels que des théâtres, des lieux de culte, des écoles et collèges, des clubs, des restaurants, des bars, des stades sportifs ou encore des espaces publics. L'entreprise appartient aujourd'hui à Yamaha Corporation. Cette collaboration a pour but d'unir le savoir-faire technologiques des deux entreprises permettant une «intégration totale du contrôle des enceintes et des amplificateurs et une gestion, depuis la console de mixage numérique, des systèmes de sonorisation en utilisant les protocoles de réseau audionumériques les plus récents et les plus répandus».

## Histoire
En 1979, NEXO est fondé à Villepinte sous la forme d'une société privée par Eric Vincenot, un ingénieur français et Michael Johnson, titulaire anglais d'un Master en Commerce International. Leur objectif est de développer NEXO en tant que société internationale pro-audio. En 1981, l'entreprise connaît ses premiers succès technologiques ainsi que commerciaux et se positionne comme l'une des principales marques indépendantes de fabrication d'enceintes professionnelles en France.
En 1988, NEXO acquiert son principal fournisseur, CAB Industries. Par la suite est lancé le système haut de gamme TS, une enceinte d'une grande puissance destinée au marché du live. NEXO crée une filiale à Singapour dans le but d'étendre la distribution en Asie du Sud-Est. Ensuite, la gamme de produits PS est lancée, touchant une clientèle plus large.
Fin des années 1990, ALPHA est lancée et installée au Stade de France. La même année, NEXO équipe plusieurs grandes entreprises basées à Hong-Kong, au Japon et en Suède. En 2000, le système ALPHA est nommé "Système Arena de l'année" par le magazine Live Sound.
NEXO crée en 2002 un nouveau système doté d'un très haut degré d'efficacité appelé GEO.
En 2005, l'entreprise entame une collaboration avec le groupe Yamaha sur le développement commun de l'amplificateur NXAMP. Cette collaboration permet à YAMAHA de devenir actionnaire à hauteur de 10% du capital social.
En 2007, les bureaux de NEXO sont transférés à Plailly en France. Par la suite, le système GEO S12 est lancé faisant preuve d'une grande adaptabilité quant aux marchés du live et de l'installation. NEXO annonce ensuite le tout premier produit issu de la collaboration avec YAMAHA, les contrôleurs NXAMP Powered TD.
En 2008, Eric Vincenot et Michael Johnson cèdent toutes leurs actions au groupe YAMAHA qui devient alors l'actionnaire principal.
Le produit phare de NEXO, le système de tournée STM, est commercialisé en 2013, combinant différentes caractéristiques de l'ALPHA et du GEO. En effet, la particularité du STM est son adaptabilité.
En 2015, Jean Mullor est nommé PDG de NEXO après que l'ancien dirigeant, Yoshi Tsugawa, ait annoncé sa nomination au sein de Yamaha Corporation.
En 2018 NEXO obtient la certification ISO 9001 v2015.
En 2019, NEXO a remporté le PLASA Innovation Award pour son produit P12.